# Rump (Einheit)
Der Rump war ein Gewichtsmaß in verschiedenen Salzsiedereien. 
Ein Rump war zugleich das Fassungsvermögen einer Kiepe. Die Kiepe war das Gefäß, mit der die Produktion zum Transportwagen getragen wurde. Da Rump und Kiepe sich in der Menge an Salz glichen, gab es gelegentlich den Maßersatz Kiepe. Das Tragegerät fasste die Traglast eines Mannes, das Zentnergewicht.
Eine Salzsiederei hatte oft drei Pfannen je Siedehaus, und der gesamte Inhalt jeder Pfanne wurde Süß genannt. Für Süß lassen die Vermutungen die Ableitung aus sud zu. Ein Süß war der Ertrag einer Siedung aus einer Pfanne, 49,76 Liter oder als Gewicht 15,12 Kilogramm.
- 1 Rump = 45,36 Kilogramm
- 1 Rump = 3 Süß = 3 Pfannenerträge
- 1 Öseammer = 3 Rump = 149,28 Liter